# SG Barockstadt Fulda-Lehnerz
SG Barockstadt Fulda-Lehnerz, kortweg SG Barockstadt of SGB, is een Duitse omnisportvereniging uit het stadtteil Lehnerz van Fulda. 
Op 2 december 1965 werd TSV Lehnerz opgericht. In 2015 lukte het de club niet om via de playoffs te promoveren naar de Regionalliga Südwest. De seizoenen daarna lukte het de club steeds net niet zich voor de playoffs te kwalificeren. Per 1 juli 2018 nam TSV Lehnerz het eerste herenteam van SC Borussia 04 Fulda over dat zich om financiële redenen terugtrok uit de Hessenliga. De fusieclub ging verder als SG Barockstadt Fulda-Lehnerz terwijl Borussia Fulda een eigen jeugdafdeling behield. Er werd gespeeld op Sportpark Johannisau in Fulda. In 2022 promoveerde de fusieclub naar de Regionalliga Südwest. Daarin wist de club zich in het seizoen 2022/23 te handhaven

## Bekende (oud-)spelers
- Jamal Musiala (TSV Lehnerz, jeugd)

Bahlinger SC ·
Eintracht Frankfurt II ·
FSV Frankfurt ·
SC Freiburg II ·
SGV Freiberg ·
Barockstadt Fulda-Lehnerz ·
TSG 1899 Hoffenheim II ·
FC Gießen ·
1. FC Göppinger SV 1895 ·
FC 08 Homburg ·
KSV Hessen Kassel ·
1. FSV Mainz 05 II ·
Kickers Offenbach ·
TSV Steinbach ·
SV Stuttgarter Kickers ·
SV Eintracht Trier 05 ·
FC 08 Villingen ·
FC-Astoria Walldorf
Nord:
SG Aulatal ·
SG Bad Soden ·
SG Bronzell ·
FSV Dörnberg·
FC Eichenzell ·
SG Eiterfeld/Leimbach ·
SV Buchonia Flieden ·
SG Barockstadt Fulda-Lehnerz II ·
SG Hombressen/Udenhausen ·
CSC 03 Kassel ·
Hessen-Kassel-II ·
SG Klei./Hun./Doh. ·
Lichtenauer FV ·
SV Neuhof ·
TSG Sandershausen ·
OSC Vellmar ·
TSV 1900 Wabern

Mitte:
FV Biebrich 02 · 
FV 09 Breidenbach · 
FC Burgsolms ·
FC Cleeberg ·
TuS Dietkirchen ·
FC Ederbergland ·
SV Rot-Weiss Hadamar ·
SG Kinzenberg ·
Sportfreunde Blau-Geld Marburg · 
SV 1913 Niedernhausen · ·
FC Germania Okriftel ·
FC Tuba Pohlheim ·
FC Waldbrunn ·
SC Waldgirmes II ·
SG Walluf ·
SV Wiesbaden 1899 ·
SV Zeilsheim

Süd:
DJK Sportfreunde Bad Homburg ·
SKV Beienheim ·
SG Bornheim Grün-Weiss ·
1. FCA Darmstadt ·
Rot-Weiß Darmstadt ·
SC Dortelweil ·
1. FC 1906 Erlensee ·
Rot-Weiss Frankfurt ·
SV Viktoria Griesheim ·
VfR Goß Gerau ·
SV Hummetroth ·
SpVgg 03 Neu-Isenburg ·
SV Pars Neu-Isenburg ·
Germania Ober-Roden ·
TS Ober-Roden ·
Offenbacher Kickers II ·
SF Seligenstadt ·
SV Rot-Weiß Walldorf II